# Anabel Medina Garrigues
Ana Isabel Medina Garrigues (Valencia, 1982. július 31. –) kétszeres Grand Slam-tornagyőztes, olimpiai ezüstérmes, junior Grand Slam-tornagyőztes visszavonult spanyol hivatásos teniszezőnő, edző.
1998–2018 közötti karrierje során 11 egyéni és 28 páros WTA-tornán győzött, emellett hat egyéni és három ITF tornán végzett az első helyen. Első WTA-tornáját 2001-ben nyerte meg Palermóban. Legnagyobb sikere, hogy a 2008-as és a 2009-es Roland Garros női páros versenyét is megnyerte, honfitársnője, Virginia Ruano Pascual oldalán.
Négy olimpián vett részt. A 2008-as pekingi olimpián Virginia Ruano Pascuallal ezüstérmet szereztek párosban. Az egyéni világranglistán a legjobb helyezése a tizenhatodik volt, amelyet 2009 májusában ért el. A páros ranglistán 2008 novemberében a harmadik helyen állt.
2017-ben Jeļena Ostapenko edzője volt. Mint salakpályás specialista ő készítette fel a 2017-es Roland Garrosra, amelyet a lett teniszező megnyert. Együttműködésük 2017 őszéig tartott, amikor Medina Garriguest felkérték a spanyol Fed-kupa-csapat kapitányának.
2018 júliusában jelentette be, hogy az év utolsó Grand Slam-tornája után visszavonul az aktív versenyzéstől.

## WTA-döntői

### Egyéni

#### Győzelmei (11)
| Összesítés           |                        |
| Grand Slam-torna (0) |                        |
| Tier I (0)           | Premier Mandatory* (0) |
| Tier II (0)          | Premier Five* (0)      |
| Tier III (3)         | Premier* (0)           |
| Tier IV (3)          | International* (3)     |
| Tier V (2)           | Challenger* (0)        |

* 2009-től megváltozott a tornák rendszere. Challenger tornákat 2012-től rendeznek.
 Az egymás mellett azonos színnel jelölt tornatípusok között nincs teljes mértékű megfelelés.
|    | Dátum             | Torna                                            | Borítás | Ellenfél a döntőben | Eredmény a döntőben |
| 1  | 2001. július 15.  | Internazionali Femminili di Palermo, Palermo     | Salak   | C. Torrens Valero   | 6–4, 6–4            |
| 2  | 2004. július 25.  | Internazionali Femminili di Palermo, Palermo     | Salak   | Flavia Pennetta     | 6–4, 6–4            |
| 3  | 2005. május 21.   | Internationaux de Strasbourg, Strasbourg         | Salak   | M. Domachowska      | 6–4, 6–3            |
| 4  | 2005. július 24.  | Internazionali Femminili di Palermo, Palermo     | Salak   | Klára Zakopalová    | 6–4, 6–0            |
| 5  | 2006. január 13.  | Canberra Women’s Classic, Canberra               | Kemény  | Cho Yoon-jeong      | 6–4, 0–6, 6–4       |
| 6  | 2006. július 23.  | Internazionali Femminili di Palermo, Palermo     | Salak   | Tathiana Garbin     | 6–4, 6–4            |
| 7  | 2007. május 26.   | Internationaux de Strasbourg, Strasbourg         | Salak   | Amélie Mauresmo     | 6–4, 4–6, 6–4       |
| 8  | 2008. május 24.   | Internationaux de Strasbourg, Strasbourg         | Salak   | Katarina Srebotnik  | 4–6, 7–6(4), 6–0    |
| 9  | 2009. május 2.    | Grand Prix de SAR La Princesse Lalla Meryem, Fez | Salak   | J. Makarova         | 6–0, 6–1            |
| 10 | 2011. április 30. | Estoril Open, Estoril                            | Salak   | Kristina Barrois    | 6–1, 6–2            |
| 11 | 2011. július 17.  | Internazionali Femminili di Palermo, Palermo     | Salak   | Polona Hercog       | 6–3, 6–2            |

### Elveszített döntői (7)
|   | Dátum                | Torna                                            | Borítás | Ellenfél a döntőben | Eredmény a döntőben | Eredmény a döntőben |
| 1 | 2002. január 12.     | ANZ Tasmanian International, Hobart              | Kemény  | Martina Suchá       | 6–7(7), 1–6         |                     |
| 2 | 2003. február 23.    | Copa Colsanitas, Bogotá                          | Salak   | F. Zuluaga          | 3–6, 2–6            |                     |
| 3 | 2006. október 1.     | Guangzhou International Women’s Open, Kanton     | Kemény  | A. Csakvetadze      | 1–6, 4–6            |                     |
| 4 | 2008. május 4.       | Grand Prix de SAR La Princesse Lalla Meryem, Fez | Salak   | Gisela Dulko        | 6–7(2), 6–7(5)      |                     |
| 5 | 2008. július 27.     | Banka Koper Slovenia Open, Portorož              | Kemény  | Sara Errani         | 3–6, 3–6            |                     |
| 6 | 2009. szeptember 27. | Hansol Korea Open, Szöul                         | Kemény  | K. Date Kimiko      | 3–6, 3–6            |                     |
| 7 | 2011. november 6.    | Commonwealth Bank Tournament of Champions, Bali  | Kemény  | Ana Ivanović        | 3–6, 0–6            | (részletek)         |

## Páros

### Győzelmei (28)
| Összesítés           |                        |
| Grand Slam-torna (2) |                        |
| Tier I (0)           | Premier Mandatory* (0) |
| Tier II (1)          | Premier Five* (0)      |
| Tier III (3)         | Premier* (2)           |
| Tier IV (6)          | International* (13)    |
| Tier V (1)           | Challenger* (0)        |

* 2009-től megváltozott a tornák rendszere. Challenger tornákat 2012-től rendeznek.
 Az egymás mellett azonos színnel jelölt tornatípusok között nincs teljes mértékű megfelelés.
|     | Dátum                | Torna                                            | Borítás      | Partner                 | Ellenfelek a döntőben                     | Eredmény a döntőben   | Eredmény a döntőben |
| 1   | 2001. március 4.     | Abierto Mexicano Telcel, Acapulco                | Salak        | M. J. Martínez Sánchez  | Virginia Ruano Pascual Paola Suárez       | 6–4, 6–7(5), 7–5      |                     |
| 2   | 2001. április 8.     | Porto Open, Porto                                | Salak        | M. J. Martínez Sánchez  | Alexandra Fusai Rita Grande               | 6–1, 6–7(5), 7–5      |                     |
| 3   | 2001. május 6.       | Croatian Bol Ladies Open, Bol                    | Salak        | M. J. Martínez Sánchez  | Nagyja Petrova Tina Pisnik                | 7–5, 6–4              |                     |
| 4   | 2001. augusztus 5.   | PreCon Open, Bázel                               | Salak        | M. J. Martínez Sánchez  | Joannette Kruger Marta Marrero            | 7–6(5), 6–2           |                     |
| 5   | 2004. július 25.     | Internazionali Femminili di Palermo, Palermo     | Salak        | Arantxa Sánchez Vicario | Ľubomíra Kurhajcová Nagy Henrieta         | 6–3, 7–6(4)           |                     |
| 6   | 2005. június 18.     | Ordina Open, ’s-Hertogenbosch                    | Fű           | Gyinara Szafina         | Iveta Benešová Nuria Llagostera Vives     | 6–4, 2–6, 7–6(11)     |                     |
| 7   | 2005. szeptember 25. | Banka Koper Slovenia Open, Portorož              | Kemény       | Roberta Vinci           | Jelena Kostanić Tošić Katarina Srebotnik  | 6–4, 5–7, 6–2         |                     |
| 8   | 2007. augusztus 5.   | Nordea Nordic Light Open, Stockholm              | Kemény       | Virginia Ruano Pascual  | Csan Csin-vej Tetyana Luzsanszka          | 6–1, 5–7, [10–6]      |                     |
| 9   | 2008. január 11.     | Moorilla Hobart International, Hobart            | Kemény       | Virginia Ruano Pascual  | Eléni Danjilídu Jasmin Wöhr               | 6–2, 6–4              |                     |
| 10  | 2008. június 6.      | Roland Garros, Párizs                            | Salak        | Virginia Ruano Pascual  | Casey Dellacqua Francesca Schiavone       | 2–6, 7–5, 6–4         | (részletek)         |
| 11  | 2008. július 27.     | Banka Koper Slovenia Open, Portorož              | Kemény       | Virginia Ruano Pascual  | Vera Dusevina Jekatyerina Makarova        | 6–4, 6–1              |                     |
| 12  | 2008. szeptember 28. | China Open, Peking                               | Kemény       | Caroline Wozniacki      | Han Hszin-jün Hszü Ji-fan                 | 6–1, 6–3              |                     |
| 13  | 2009. június 5.      | Roland Garros, Párizs                            | Salak        | Virginia Ruano Pascual  | Viktorija Azaranka Jelena Vesznyina       | 6–1, 6–1              | (részletek)         |
| 14  | 2010. május 1.       | Grand Prix de SAR La Princesse Lalla Meryem, Fez | Salak        | Iveta Benešová          | Lucie Hradecká Renata Voráčová            | 6–3, 6–1              |                     |
| 15  | 2010. május 8.       | Estoril Open, Estoril                            | Salak        | Sorana Cîrstea          | Vitalija Gyjacsenko Aurélie Vedy          | 6–1, 7–5              |                     |
| 16  | 2010. július 25.     | Nürnberger Gastein Ladies, Bad Gastein           | Salak        | Lucie Hradecká          | Bacsinszky Tímea Tathiana Garbin          | 6–7(2), 6–1, [10–5]   |                     |
| 17  | 2011. február 19.    | Copa Colsanitas, Bogotá                          | Salak        | Gallovits-Hall Edina    | Sharon Fichman Laura Pous Tió             | 2–6, 7–6(6), [11–9]   |                     |
| 18  | 2011. július 10.     | POLI-FARBE Budapest Grand Prix, Budapest         | Salak        | Alicja Rosolska         | Natalie Grandin Vladimíra Uhlířová        | 6–2, 6–2              | (részletek)         |
| 19. | 2013. március 1.     | Brasil Tennis Cup, Florianópolis                 | Kemény       | Jaroszlava Svedova      | Anne Keothavong Valerija Szavinih         | 6–0, 6–4              |                     |
| 20. | 2013. június 21.     | Topshelf Open, 's-Hertogenbosch (2)              | Fű           | Irina-Camelia Begu      | Dominika Cibulková Arantxa Parra Santonja | 4–6, 7–6(7–3), [11–9] |                     |
| 21. | 2013. július 21.     | Swedish Open, Båstad                             | Salak        | Klára Zakopalová        | Alexandra Dulgheru Flavia Pennetta        | 6–1, 6–4              |                     |
| 22. | 2014. február 28.    | Brasil Tennis Cup, Florianópolis (2)             | Kemény       | Jaroszlava Svedova      | Francesca Schiavone Silvia Soler Espinosa | 7–6(1), 2–6, [10–3]   |                     |
| 23. | 2014. április 6.     | Family Circle Cup, Charleston                    | Salak (zöld) | Jaroszlava Svedova      | shan Hao-csing Csan Jung-zsan             | 7–6(4), 6–2           |                     |
| 24. | 2015. február 15.    | Diamond Games, Antwerp (2)                       | Kemény (f)   | Arantxa Parra Santonja  | An-Sophie Mestach Alison Van Uytvanck     | 6–4, 3–6, [10–5]      |                     |
| 25. | 2015. május 23.      | Nürnberger Versicherungscup, Nürnberg            | Salak        | Csan Hao-csing          | Lara Arruabarrena Raluca Olaru            | 6–4, 7–6(5)           |                     |
| 26. | 2016. február 27.    | Mexican Open, Acapulco (2)                       | Kemény       | Arantxa Parra Santonja  | Kiki Bertens Johanna Larsson              | 6–0, 6–4              |                     |
| 27. | 2016. március 6.     | Monterrey Open                                   | Hard         | Arantxa Parra Santonja  | Petra Martić Maria Sanchez                | 4–6, 7–5, [10–7]      |                     |
| 28. | 2016. május 21.      | Internationaux de Strasbourg                     | Clay         | Arantxa Parra Santonja  | María Irigoyen Liang Chen                 | 6–2, 6–0              |                     |

### Elveszített döntői (18)
|     | Dátum               | Torna                                        | Borítás     | Partner                | Ellenfelek a döntőben                      | Eredmény a döntőben | Eredmény a döntőben |
| 1   | 2001. július 15.    | Internazionali Femminili di Palermo, Palermo | Salak       | M. J. Martínez Sánchez | Tathiana Garbin Janette Husárová           | 6–4, 2–6, 4–6       |                     |
| 2   | 2004. február 29.   | Copa Colsanitas, Bogotá                      | Salak       | Arantxa Parra Santonja | Barbara Schwartz Jasmin Wöhr               | 1–6, 3–6            |                     |
| 3   | 2005. január 14.    | Moorilla Hobart International, Hobart        | Kemény      | Gyinara Szafina        | Jen Ce Cseng Csie                          | 4–6, 5–7            |                     |
| 4   | 2005. február 13.   | Open Gaz de France, Párizs                   | Szőnyeg (f) | Gyinara Szafina        | Iveta Benešová Květa Peschke               | 2–6, 6–2, 2–6       |                     |
| 5   | 2005. február 20.   | Proximus Diamond Games, Antwerpen            | Szőnyeg (f) | Gyinara Szafina        | Cara Black Els Callens                     | 6–3, 4–6, 4–6       |                     |
| 6   | 2005. május 15.     | Internazionali BNL d'Italia., Róma           | Salak       | Marija Kirilenko       | Cara Black Liezel Huber                    | 0–6, 6–4, 1–6       |                     |
| 7   | 2006. május 7.      | J&S Cup, Varsó                               | Salak       | Katarina Srebotnik     | Jelena Lihovceva A. Miszkina               | 3–6, 4–6            |                     |
| 8   | 2007. január 12.    | Moorilla Hobart International, Hobart        | Kemény      | Virginia Ruano Pascual | Jelena Lihovceva Jelena Vesznyina          | 6–2, 1–6, 2–6       |                     |
| 9   | 2007. április 8.    | Bausch & Lomb Championships, Amelia Island   | Salak       | Virginia Ruano Pascual | Mara Santangelo Katarina Srebotnik         | 3–6, 6–7(4)         |                     |
| 10  | 2007. június 23.    | Ordina Open, ’s-Hertogenbosch                | Fű          | Virginia Ruano Pascual | Csan Jung-zsan Csuang Csia-zsung           | 5–7, 2–6            |                     |
| 11  | 2008. augusztus 17. | Olimpiai játékok, Peking                     | Kemény      | Virginia Ruano Pascual | Serena Williams Venus Williams             | 2–6, 0–6            | (részletek)         |
| 12  | 2009. április 12.   | Andalucia Tennis Experience, Marbella        | Salak       | Virginia Ruano Pascual | Klaudia Jans Alicja Rosolska               | 3–6, 3–6            |                     |
| 13  | 2010. július 11.    | GDF Suez Grand Prix, Budapest                | Salak       | Sorana Cîrstea         | Bacsinszky Tímea Tathiana Garbin           | 3–6, 3–6            | (részletek)         |
| 14. | 2012. április 8.    | Family Circle Cup, Charleston                | Zöld salak  | Jaroszlava Svedova     | Anasztaszija Pavljucsenkova Lucie Šafářová | 7–5, 4–6, [6–10]    | (részletek)         |
| 15. | 2013.augusztus 24.  | New Haven Open                               | Kemény      | Katarina Srebotnik     | Szánija Mirza Cseng Csie                   | 3-6, 4-6            |                     |
| 16. | 2015. augusztus 9.  | Bank of the West Classic, Stanford           | Kemény      | Arantxa Parra Santonja | Hszü Ji-fan Cseng Szaj-szaj                | 1–6, 3–6            |                     |
| 17. | 2015. október 24.   | BGL Luxembourg Open, Luxembourg City         | Hard (i)    | Arantxa Parra Santonja | Mona Barthel Laura Siegemund               | 2–6, 6–7(2)         |                     |
| 18. | 2015, november 2.   | WTA Elite Trophy, Csuhaj                     | Hard (i)    | Arantxa Parra Santonja | Liang Csen Vang Ja-fan                     | 4–6, 3–6            |                     |

## ITF-döntői

### Egyéni

#### Győzelmei (6)
|   | Dátum                | Torna      | Borítás | Ellenfél a döntőben    | Eredmény a döntőben |
| 1 | 1999. április 4.     | Pontevedra | Kemény  | Angeles Montolio       | 6–1, 6–2            |
| 2 | 2000. szeptember 10. | Denain     | Salak   | M. J. Martínez Sánchez | 2–6, 7–5, 6–0       |
| 3 | 2001. október 7.     | Girona     | Salak   | Angelika Roesch        | 6–4, 6–4            |
| 4 | 2003. június 29.     | Perigueux  | Salak   | Celine Beigbeder       | 6–1, 6–2            |
| 5 | 2003. szeptember 14. | Denain     | Salak   | Gala León Garcia       | 6–4, 6–0            |
| 6 | 2004. június 13.     | Marseille  | Salak   | Ľubomíra Kurhajcová    | 5–7, 6–3, 6–3       |

#### Elveszített döntői (3)
|   | Dátum                | Torna     | Borítás | Ellenfél a döntőben | Eredmény a döntőben |
| 1 | 2000. április 23.    | Gelos     | Salak   | Marta Marrero       | 6–2, 5–7, 5–7       |
| 2 | 2000. június 18.     | Marseille | Salak   | Angeles Montolio    | 2–6, 7–6(4), 4–6    |
| 3 | 2003. szeptember 21. | Bordeaux  | Salak   | Zuzana Ondrášková   | 7–6(4), 4–6, 3–6    |

### Páros

#### Győzelmei (3)
|   | Dátum               | Torna     | Borítás | Partner                | Ellenfelek a döntőben               | Eredmény a döntőben |
| 1 | 1999. július 11.    | Vigo      | Salak   | Lourdes Domínguez Lino | Nadejda Ostrovskaya Zuzana Valeková | 7–5, 6–2            |
| 2 | 1999. augusztus 29. | Bukarest  | Salak   | Lourdes Domínguez Lino | Patricia Aznar Ana Salas Lozano     | 7–5, 6–1            |
| 3 | 2003. június 29.    | Perigueux | Salak   | M. J. Martínez Sánchez | Lana Popadić Natacha Randriantefy   | 6–0, 6–3            |

## Eredményei Grand Slam-tornákon

### Egyéni
| Grand Slam | Australian Open | Australian Open   | Roland Garros  | Roland Garros    | Wimbledon | Wimbledon          | US Open  | US Open           |
| Év         | Eredmény        | Utolsó ellenfél   | Eredmény       | Utolsó ellenfél  | Eredmény  | Utolsó ellenfél    | Eredmény | Utolsó ellenfél   |
| 2001       | 2. kör          | Dája Bedáňová     | 1. kör         | C Torrens Valero | 1. kör    | Jana Kandarr       | 1. kör   | Jana Nejedly      |
| 2002       | 4. kör          | Szeles Mónika     | –              | –                | –         | –                  | –        | –                 |
| 2003       | 1. kör          | Ansley Cargill    | –              | –                | –         | –                  | –        | –                 |
| 2004       | 3. kör          | Amélie Mauresmo   | 2. kör         | Amélie Mauresmo  | 1. kör    | Nathalie Dechy     | 2. kör   | Eléni Danjilídu   |
| 2005       | 1. kör          | Alicia Molik      | 3. kör         | J Henin-Hardenne | 1. kör    | K Srebotnik        | 3. kör   | Lindsay Davenport |
| 2006       | 1. kör          | Zuzana Ondrášková | 3. kör         | Kim Clijsters    | 3. kör    | A Miszkina         | 1. kör   | Youlia Fedossova  |
| 2007       | 1. kör          | Jelena Vesznyina  | 4. kör         | Ana Ivanović     | 1. kör    | V Ruano Pascual    | 3. kör   | Sz Kuznyecova     |
| 2008       | 2. kör          | J Gyementyjeva    | 3. kör         | Kaia Kanepi      | 3. kör    | Szávay Ágnes       | 2. kör   | Cseng Csie        |
| 2009       | 4. kör          | C Suárez Navarro  | 2. kör         | Virginie Razzano | 3. lör    | Caroline Wozniacki | 2. kör   | Kirsten Flipkens  |
| 2010       | 1. kör          | Karolina Šprem    | 2. kör         | J Gyementyjeva   | 1. kör    | Flavia Pennetta    | 1. kör   | B Mattek-Sands    |
| 2011       | 1. kör          | Iveta Benešová    | 2. kör         | J Gajdošová      | 1. kör    | Julia Görges       | 3. kör   | Vera Zvonarjova   |
| 2012       | 3. kör          | Li Na             | 3. kör         | Petra Martić     | 2. kör    | Jana Čepelová      | 1. kör   | Lucie Hradecká    |
| 2013       | 1. kör          | Marion Bartoli    | 1. kör         | Li Na            | 1. kör    | Peng Suaj          | 1. kör   | K Mladenovic      |
| 2014       | 1. kör          | Irina Falconi     | Selejtező (Q2) | Selejtező (Q2)   | –         | –                  | –        | –                 |

### Páros
| Grand Slam | Australian Open             | Australian Open                  | Roland Garros               | Roland Garros                      | Wimbledon                   | Wimbledon                           | US Open                    | US Open                           |
| Év         | Eredmény Partner            | Utolsó ellenfél                  | Eredmény Partner            | Utolsó ellenfél                    | Eredmény Partner            | Utolsó ellenfél                     | Eredmény Partner           | Utolsó ellenfél                   |
| 2001       | –                           | –                                | 1. kör MJ Martínez Sánchez  | Åsa Svensson Magdalena Malejeva    | 1. kör MJ Martínez Sánchez  | Nagyja Petrova Tina Pisnik          | 1. kör Conchita Martínez   | Amy Frazier Katie Schlukebir      |
| 2002       | 2. kör MJ Martínez Sánchez  | Eléni Danjilídu Alicia Molik     | –                           | –                                  | –                           | –                                   | –                          | –                                 |
| 2003       | 1. kör MJ Martínez Sánchez  | E Gagliardi Mandula Petra        | –                           | –                                  | –                           | –                                   | –                          | –                                 |
| 2004       | 1. kör M E Salerni          | Laura Granville Bethanie Mattek  | 1. kör A Sánchez Vicario    | Sandrine Testud Roberta Vinci      | 1. kör A Sánchez Vicario    | Janette Husárová Conchita Martínez  | 2. kör Marta Marrero       | Caroline Dhenin Silvija Talaja    |
| 2005       | Negyeddöntő Gyinara Szafina | Lindsay Davenport Corina Morariu | 2. kör Gyinara Szafina      | Li Ting Szun Tien-tien             | 3. kör Gyinara Szafina      | Daniela Hantuchová Szugijama Ai     | 1. kör Gyinara Szafina     | Jen Ce Cseng Csie                 |
| 2006       | 1. kör Eléni Danjilídu      | Michaëlla Krajicek Szávay Ágnes  | Elődöntő Eléni Danjilídu    | Lisa Raymond Samantha Stosur       | Negyeddöntő Eléni Danjilídu | Virginia Ruano Pascual Paola Suárez | –                          | –                                 |
| 2007       | 3. kör Szánija Mirza        | Daniela Hantuchová Szugijama Ai  | Negyeddöntő V Ruano Pascual | Lisa Raymond Samantha Stosur       | 3. kör V Ruano Pascual      | Jelena Lihovceva Szun Tien-tien     | 3. kör V Ruano Pascual     | Csan Jung-zsan Csuang Csia-jung   |
| 2008       | Elődöntő V Ruano Pascual    | A Bondarenko K Bondarenko        | Győzelem V Ruano Pascual    | Casey Dellacqua F Schiavone        | 3. kör V. Ruano Pascual     | Serena Williams Venus Williams      | Elődöntő V Ruano Pascual   | Cara Black Liezel Huber           |
| 2009       | 3. kör V Ruano Pascual      | Hszie Su-vej Peng Suaj           | Győzelem V Ruano Pascual    | V Azaranka J Vesznyina             | Elődöntő V Ruano Pascual    | Samantha Stosur Rennae Stubbs       | 3. kör V Ruano Pascual     | A Klejbanova J Makarova           |
| 2010       | 1. kör Caroline Wozniacki   | Bacsinszky Tímea Tathiana Garbin | Elődöntő Liezel Huber       | Serena Williams Venus Williams     | 1. kör İpek Şenoğlu         | Jelena Janković Chanelle Scheepers  | 2. kör Jen Ce              | Julia Görges A-L Grönefeld        |
| 2011       | 2. kör A Klejbanova         | V Havarcova A Kudrjavceva        | 3. kör MJ Martínez Sánchez  | Szánija Mirza J Vesznyina          | 2. kör MJ Martínez Sánchez  | Vera Dusevina J Makarova            | 3. kör MJ Martínez Sánchez | M Kirilenko Nagyja Petrova        |
| 2012       | 1. kör A Pavljucsenkova     | Liezel Huber Lisa Raymond        | 3. kör A Parra Santonja     | M Kirilenko Nagyja Petrova         | 1. kör A Parra Santonja     | K Jans-Ignacik Alicja Rosolska      | Elődöntő Hszie Su-vej      | Andrea Hlaváčková Lucie Hradecká  |
| 2013       | 1. kör Daniela Hantuchová   | Julia Görges Samantha Stosur     | 1. kör Daniela Hantuchová   | Jelena Janković M Lučić-Baroni     | 1. kör Csan Hao-csing       | Jelena Janković M Lučić-Baroni      | 3. kör Flavia Pennetta     | Sara Errani Roberta Vinci         |
| 2014       | 2. kör J Svedova            | Andrea Hlaváčková Lucie Šafářová | 1. kör J Svedova            | K Date-Krumm B Záhlavová- Strýcová | 3. kör J Svedova            | Ashleigh Barty Casey Dellacqua      | 2. kör J Svedova           | Jelena Janković Klára Koukalová   |
| 2015       | 2. kör J Svedova            | Kiki Bertens Johanna Larsson     | 3. kör san Hao-csing        | Andrea Hlaváčková Lucie Hradecká   | 3. kör A Parra Santonja     | Martina Hingis Szánija Mirza        | 2. kör A Parra Santonja    | Jelena Janković Aleksandra Krunić |
| 2016       | 3. kör A Parra Santonja     | Andrea Hlaváčková Lucie Hradecká | 1. kör A Parra Santonja     | Madison Brengle Tatjana Maria      | 3. kör A Parra Santonja     | Caroline Garcia K Mladenovic        | –                          | –                                 |
| 2017       | –                           | –                                | –                           | –                                  | –                           | –                                   | –                          | –                                 |
| 2018       | –                           | –                                | 2. kör A Parra Santonja     | Csan Hao-csing Jang Csao-hszüan    | –                           | –                                   | 1. kör A Parra Santonja    | Dalila Jakupović Irina Hromacsova |

## Év végi világranglista-helyezései
| Év     | 2000 | 2001 | 2002 | 2003 | 2004 | 2005 | 2006 | 2007 | 2008 | 2009 | 2010 | 2011 | 2012 | 2013 | 2014 | 2015 | 2016 | 2017 |
| Egyéni | 114. | 66.  | 116. | 71.  | 39.  | 34.  | 27.  | 35.  | 22.  | 28.  | 73.  | 27.  | 50.  | 97.  | 464. | –    | –    | –    |
| Páros  | –    | 42.  | 177. | 165. | 79.  | 20.  | 19.  | 25.  | 3.   | 11.  | 25.  | 30.  | 24.  | 30.  | 23.  | 32.  | 36.  | –    |